# Citlali
Citlali es una ópera en un acto con un libreto de Manuel M. Bermejo  puesto en metro músico por José F. Vásquez.

## Acción

### Acto único
La escena tiene lugar en la isla de Xico, en el lago de Chalco, durante la época de la conquista. El gran sacerdote Cuauhiotzin da cuenta al rey de que ya se cumplen las predicciones de Papatzin, y que hombres blancos de Oriente invaden el país; que los tlaxcaltecas, resentidos por sus derrotas, olvidan los deberes de la raza y se unen al invasor, a cuyo frente viene Malintzin (Hernán Cortés). Xicoténcatl, fiel a su raza, les dice que les enviará al famoso guerrero Chichiltzin para defender la isla. Citlali, hija del rey, se conmueve al oír el nombre de Chichiltzin, a quien ama en secreto. Huitzilopochtli, dios de la guerra, exige para salvar a la patria el sacrificio de una doncella noble, pura y hermosa. La elegida es Yoloxóchitl, novia de Chichiltzin. Este protesta y amenaza con permitirle el paso al invasor si matan a su amada. En medio de los anatemas que arrojan sobre el guerrero, Citlali lo llama aparte y le jura salvar a su novia si él salva a la patria. Chichiltzin jura cumplir como bravo. Citlali reprocha al sacerdote Cuauhiotzin que no haya sido ella la elegida. Entre la gratitud y asombro de Cuauhiotzin y el dolor profundo del rey, Citlali expresa sus deseos de morir en lugar de Yoloxóchitl para salvar a la patria. Antes de morir ordena a su esclava Cualica que en su propia piragua engalanada conduzca a Yoloxóchitl cerca de su amado, para que él esté tranquilo y luche como debe. Se consuma el sacrificio y la fiel Cualica, no pudiendo resistir la muerte de su buena ama, se envenena. La cumbre del Teutli se enciende con los fulgores del crepúsculo, como si se tiñera con la sangre de la heroica virgen.

## Datos históricos
La obra ganó el concurso de composición operística propuesto por el periódico El Universal. En su estreno se representó en una función doble junto con Il tabarro de Giacomo Puccini. 

### Reparto del estreno
| Papel                             | Tesitura     | Estreno mundial, 19 de diciembre de 1922 Teatro Iris Ciudad de México |
| --------------------------------- | ------------ | --------------------------------------------------------------------- |
| Citlali, princesa                 | soprano      | María Luisa Escobar                                                   |
| Chichiltzin, guerrero tlaxcalteca | tenor        | Ruggero Baldich                                                       |
| El rey                            | bajo         | Miguel Santancana                                                     |
| Cualica, esclava de Citlali       | mezzosoprano | Adda Paggi                                                            |
| Cuauhiotzin, sumo sacerdote       | barítono     | Ángel R. Esquivel                                                     |
| Yoloxóchitl, una doncella         | soprano      | Adela Reyes                                                           |
| Un sacerdote                      | bajo         | Próspero Ponce                                                        |
|                                   |              | Dirección: Ignacio del Castillo                                       |

### Recepción
La música de la ópera se distingue por su corte moderno, por la sobriedad de sus motivos, y más que todo, por la combinación de los elementos orquestales, la cual, si bien un tanto excesiva y recargada, le da cierta brillantez polifónica. Es hermoso el breve preludio. Hay un coro interno que no carece de inspiración. El dúo de Yoloxóchitl con Chichiltzin es apasionado. Las diversas escenas de Citlali, la heroína que se sacrifica, abundan en cierto brío. En fin: sorprendimos dos escenas de conjunto bastante bien logradas.
Carlos González Peña, El Universal, 20 de diciembre de 1922